# Lúnula (arqueología)

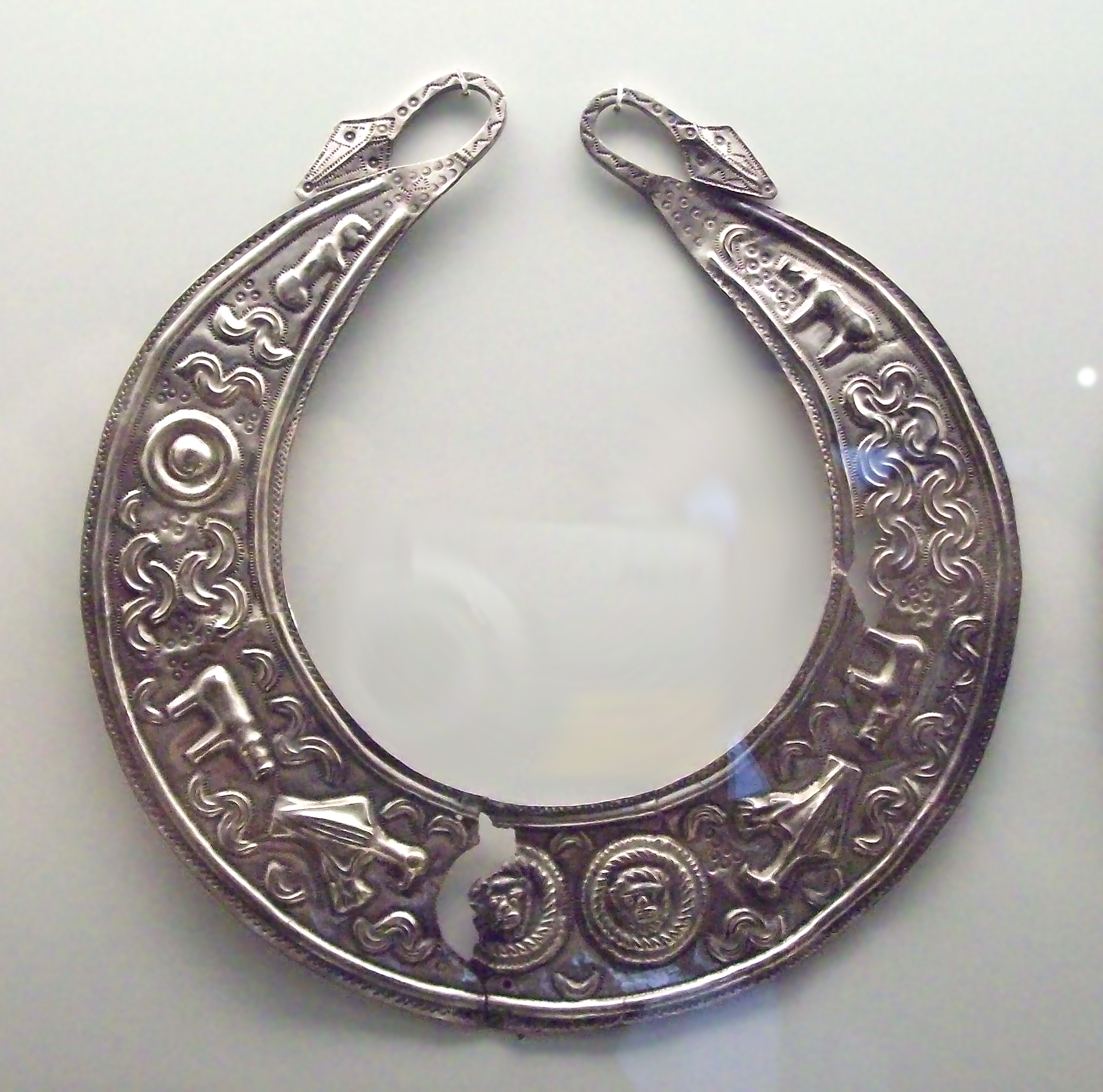
Lúnula lusitana de Chao de Lamas del siglo II a. C. hallada en Chão de Lamas (Portugal).

La lúnula es un tipo de collar con la forma geométrica de su mismo nombre, característico de la Edad del Bronce y la Edad del Hierro.
Este objeto arqueológico de orfebrería está hecho normalmente de oro o plata, y en ocasiones decorado con repujados o incisiones. Se han encontrado lúnulas en varios lugares de Europa, pero son particularmente abundantes en Irlanda.
En la península ibérica se han descubierto varios ejemplares, especialmente en Portugal. De entre los de este país, son un ejemplo notable, por su calidad artística, las dos lúnulas lusitanas de plata repujada halladas en 1912 en  de Lamas, una localidad de la freguesia de Lamas, en Miranda do Corvo (distrito de Coímbra). Están datadas en el siglo II a. C., y acompañaban a otras piezas de minuciosa elaboración, también de plata. Hoy en día se exponen en el Museo Arqueológico Nacional de España, en Madrid.